# Vitalik Buterin

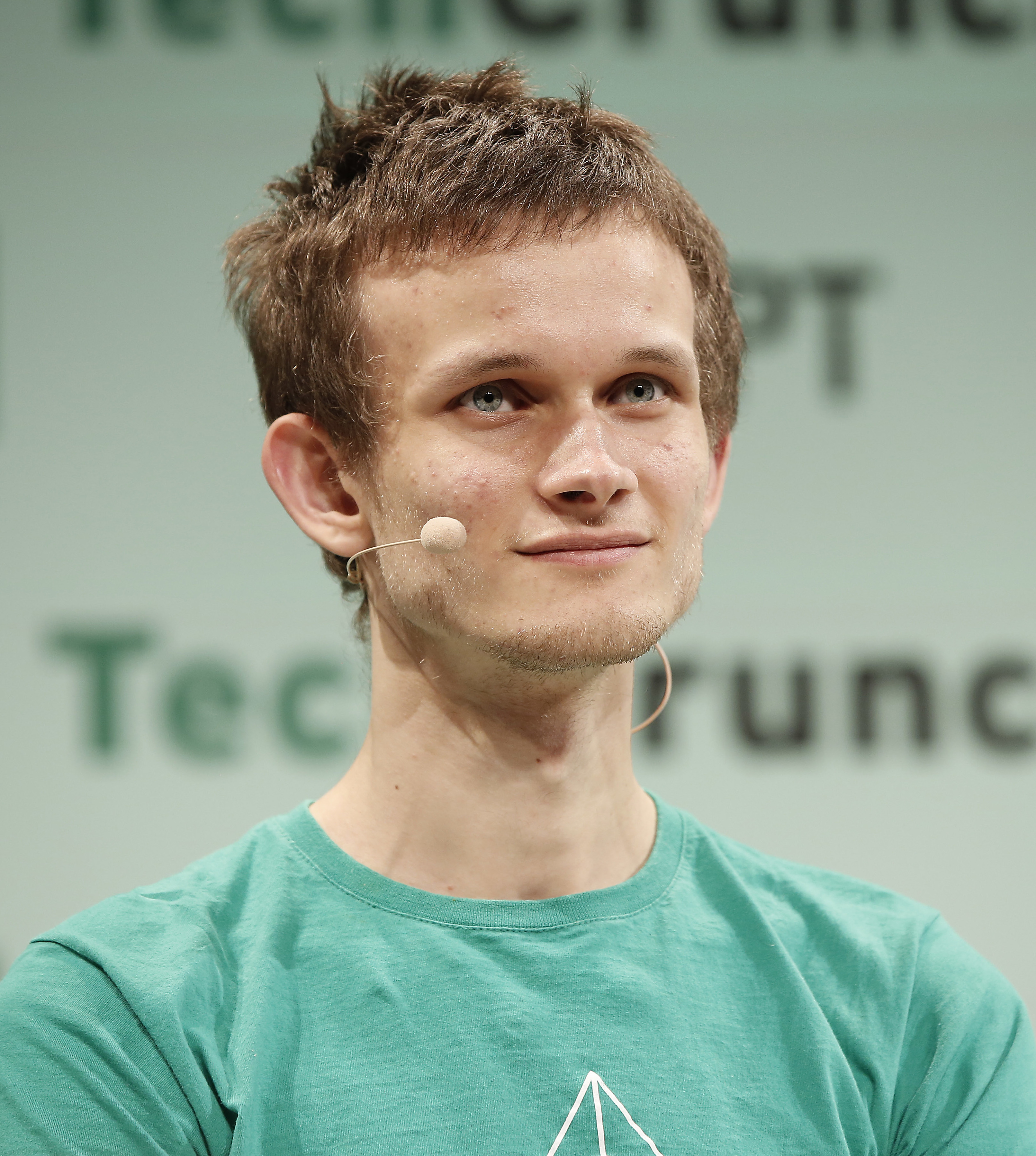
Vitalik Buterin, 2015

Vitalik Buterin (russisch Виталий Дмитриевич Бутерин, * 31. Januar 1994 in Kolomna, Russland) ist ein kanadisch-russischer Softwareentwickler und Autor. Hauptsächlich ist er bekannt als Mitgründer und konzeptioneller Erfinder der Kryptowährung Ether sowie des Blockchain-Netzwerks Ethereum.

## Leben und Ausbildung
Vitaliks Eltern sind Dmitry Buterin (Informatiker) und Natalia Ameline (geborene Chistyakova, Wirtschaftsanalystin). Buterin lebte bis zu seinem sechsten Lebensjahr in Russland, dann wanderten seine Eltern auf der Suche nach Arbeit nach Kanada aus. Aus der dritten Klasse der Grundschule wurde Buterin in eine Klasse für hochbegabte Kinder versetzt. Seine Fähigkeit, dreistellige Zahlen im Kopf doppelt so schnell wie seine Mitschüler zu addieren, war aufgefallen.
Buterin besuchte vier Jahre lang die Abelard School, eine Privatschule in Toronto. In der Retrospektive meinte er, die Zeit dort zähle zu den interessantesten und produktivsten Jahren seines Lebens. Die enge Verbindung zwischen Schülern und Lehrern und die Tiefe, in der das Material gelehrt wurde, habe ihn dazu gebracht, sich auf das Lernen als sein „primäres Ziel“ zu konzentrieren. Zu seinen schulischen Erfahrungen sagt Buterin: „Bildung ist letztlich viel mehr als einzelne Fakten auswendig zu lernen. Was am wichtigsten ist: Lernen selber zu denken, lernen zu argumentieren und lernen, wie man am besten lernt.“ Im Jahr 2012 erhielt er die Bronzemedaille bei der internationalen Informatikolympiade.
Im Alter von 17 Jahren erlernte Buterin von seinem Vater Details über die Funktionsweise von Bitcoin. 2013 reiste er zu verschiedenen Entwicklern und Programmierern, um sich mit ihnen über die Blockchain-Technologie auszutauschen. Er kehrte später in diesem Jahr nach Toronto zurück, wo er ein Whitepaper veröffentlichte, das die Konzeption von Ethereum enthielt.
Buterin besuchte zunächst die University of Waterloo, brach sein Studium 2014 jedoch ab, als er von der Thiel Fellowship ein Stipendium in Höhe von 100.000 US-Dollar erhielt, um seine Vision von Ethereum in Vollzeit umsetzen zu können.
2018 erhielt Buterin die Ehrendoktorwürde der Wirtschaftswissenschaftlichen Fakultät der Universität Basel.

## Karriere
Nachdem mehrere Artikel von Buterin auf dem Blog Bitcoin Weekly erschienen waren, gründete er 2012 zusammen mit Mihai Alisie das Bitcoin Magazine, das auf Kryptowährungen spezialisiert war. Vitalik Buterin fungierte dort als leitender Autor. Das Bitcoin Magazine begann 2012 mit der Veröffentlichung einer Print-Ausgabe und wurde als erste seriöse Publikation zum Thema Kryptowährungen bezeichnet.

### Ethereum-Entwicklungsplattform
Buterin ist Mitbegründer und Erfinder von Ethereum, einer verteilten Software-Entwicklungsplattform, die die Erstellung neuer Kryptowährungen und Programme ermöglicht, welche sich eine einzige Blockchain teilen (ein kryptographisches Transaktions-Hauptbuch).
Buterin beschrieb Ethereum erstmals Ende 2013 in einem Whitepaper. Er war der Meinung, dass Bitcoin eine Skriptsprache für die Anwendungsentwicklung benötige. Als sich dieses Projekt auf der Bitcoin-Blockchain nicht verwirklichen ließ, schlug er die Entwicklung einer neuen Plattform mit einer allgemeineren Skriptsprache vor. Über das Ethereum-Projekt sagte Buterin:

„Ich bin wirklich dankbar, dass ich die Möglichkeit habe, in einem so interessanten und interdisziplinären Bereich der Branche zu arbeiten, wo ich mit Kryptologen, Mathematikern und Ökonomen auf ihrem Gebiet zusammenarbeiten kann, um Software und Tools zu entwickeln, die bereits zehntausende von Menschen auf der ganzen Welt betreffen.“

### Philanthropische Bemühungen

#### Im Kontext der russischen Invasion der Ukraine 2022
Vor dem Hintergrund des russischen Überfalls auf die Ukraine Anfang 2022 hat sich Buterin öffentlich kritisch gegenüber der russischen Invasion geäußert und zugleich diverse ukrainische Projekte insbesondere durch blockchainbasierte Spenden unterstützt.
Am ersten Tag der Invasion twitterte Buterin, dass zwar Ethereum neutral sei, er allerdings nicht (“Ethereum is neutral, but I am not”), sowie dass Russlands Angriff ein Verbrechen sowohl am ukrainischen wie auch russischen Volk darstelle. Einen Tweet Margarita Simonjans – der Chefredakteurin des russischen Fernsehsenders RT –, in welchem sie äußerte, dass all diejenigen, die sich für ihre russische Herkunft aufgrund des Angriffs auf die Ukraine schämen würden, in der Tat gar keine Russen seien, erwiderte Buterin wenig später mit einem russischsprachigen verbalen Angriff („иди на хуй“).
Buterin hat mehrere Projekte öffentlich beworben, die sich im Zuge der Invasion etabliert haben und durch Anwendung kryptobasierter Technologien die Ukraine unterstützen. Dazu zählt unter anderem Ukraine DAO, in welcher Buterins Vater Dmitry aktiv involviert ist. Ferner hat Buterin Ether im Wert von jeweils circa 2,5 Millionen US-Dollar an Unchain Fund sowie an den offiziellen, vonseiten des ukrainischen Ministeriums für digitale Transformation errichteten Hilfsfonds Aid for Ukraine gespendet.
Im September 2022 nahm Buterin am Kyiv Tech Summit teil, um seiner Unterstützung der Ukraine Ausdruck zu verleihen, und äußerte seine Überzeugung, dass die Ukraine aufgrund ihrer Kryptoaffinität sich zu einem künftigen Zentrum des Web3-Bereichs etablieren könne.

#### Weitere Spenden in Form von Krypto
2017 erfolgte vonseiten Buterins eine Spende in Form von Ether im Wert von 763.970 US-Dollar an das Machine Intelligence Research Institute, welches sich mit potenziellen, durch künstliche Intelligenz herbeigeführten existenziellen Risiken für die Menschheit befasst.
2018 spendete er Ethereum im Wert von 2,4 Millionen US-Dollar an die SENS Research Foundation, welche sich mit der Erforschung von Biotechnologien zum Zweck der Verjüngung sowie Mitteln zur Altersverhinderung befasst. Etwa zwei Jahre später erfolgte eine weitere Spende in Höhe von 50.000 US-Dollar.
Im Mai 2021 übertrug Buterin das Äquivalent von 1,5 Milliarden US-Dollar in Kryptowährungen an verschiedene Non-Profit-Organisationen. Diese wurden ihm zuvor in Form von sogenannten Meme-Coins geschenkt. Der Großteil der Spenden, etwa eine Milliarde US-Dollar in Shiba-Inu-Coins (SHIB), entfiel auf einen Fonds zur Bekämpfung der COVID-19-Pandemie in Indien. Ferner ging ein Teil der Spenden an die Methuselah Foundation.
Trotz seiner Position als Erfinder von Ethereum ist Vitalik Buterin ein Fan der Kryptowährung Dogecoin und Berater der Stiftung Dogecoin Foundation, die die Weiterentwicklung der Satirewährung betreut. Buterin hat vorgeschlagen, die Kryptowährung mittels Technologien von Ethereum vom rechenintensiven Proof of Work auf das Proof of Stake umzustellen. Im Mai 2022 spendete Buterin der Stiftung 1 Million US-Dollar in Ethereum.

### Sonstiges
Vitalik Buterins Vermögen wird wiederkehrend auf ein bis etwa ein Dutzend Milliarden US-Dollar geschätzt.
Das Magazin Time ernannte ihn in seiner Liste für das Jahr 2021 zu einer der 100 einflussreichsten Personen der Welt.
Vitalik Buterin hatte nicht mit dem Aufkommen und dem Hype um NFTs gerechnet. 2021 sagte er auf einer Konferenz in München: „Ich hätte das nicht vorhersagen können. Die haben mich wirklich total überrascht.“
2022 empfahl Buterin eine Publikation Balaji Srinivasans, die die Gründung neuer, als Unternehmen organisierter Staaten vorsieht.
Buterin sieht Kryptowährungen als Alternative zu klassischen Werten wie Gold.
Im Mai 2022 veröffentlichte er zusammen mit Glen Weyl und Puja Ohlhaver Soulbound Tokens, ein Konzept für digitale Identitäten im Web3.
2018 veröffentlichten die Musiker Gramatik und Kotek eine Musikkomposition, die Vitalik Buterin gewidmet ist.

## Auszeichnungen
- Thiel Fellowship Auszeichnung 2014[48]
- World Technology Award in der IT Software Kategorie, 2014[49]
- Fortune 40 unter 40 Liste 2017[50]
- Forbes 30 unter 30 Liste 2018, Kategorie Finanzen[51]
- Ehrendoktor der Wirtschaftswissenschaftlichen Fakultät der Universität Basel 2018[52]